# Кайрпре мак Лайдкнен
Кайрпре мак Лайдкнен (др.‑ирл. Cairpre mac Laidcnén; умер в 793) — король Уи Хеннселайг (Южного Лейнстера) в 778—793 годах.

## Биография
Кайрпре мак Лайдкнен был выходцем из лейнстерского септа Уи Дрона, земли которого располагались на территории современного графства Карлоу. Его братьями были правители Уи Хеннселайг Доннгал мак Лайдкнен и Дуб Калгайд мак Лайдкнен. Сам Кайрпре получил власть над Южным Лейнстером в 778 году, став преемником скончавшегося короля Этерскела мак Аэды.
В 780 году Кайрпре мак Лайдкнен выступил на стороне короля Лейнстера Руайдри мак Фаэлайна из рода Уи Дунлайнге в войне того с верховным королём Ирландии Доннхадом Миди. Возможно, конфликт был связан с борьбой за лейнстерский престол, которой вели Руайдри и зять верховного короля Бран Ардхенн. По свидетельству ирландских анналов, лейнстерское войско было разбито войском Доннхада Миди в сражении при Охтар Охе (современном Килкоке). Войско верховного короля, преследуя отступавших лейнстерцев, грабило и жгло их селения, не щадя и церквей. Возможно, правители Лейнстера сами были инициаторами конфликта с Доннхадом Миди, так как место сражения находилось вне пределов их владений, на территории подвластного верховному королю Миде.
Позднее в том же году в Таре состоялась встреча между правителями Лейнстера и Уи Нейллами, на которой присутствовали не только светские правители, но и многие духовные лица во главе с кулди Дублиттером. На ней между враждовавшими сторонами был заключён мир, сохранявшийся до 794 года. С этого времени во всех лейнстерских документах Доннхад Миди титуловался только как «король Тары». Это свидетельствует о признании правителями Лейнстера за Доннхадом прав на титул верховного короля Ирландии.
Вскоре Кайрпре мак Лайдкнен разорвал союз с Руайдри мак Фаэлайном и в 782 году, вероятно, оказал помощь претенденту на лейнстерский престол Брану Ардхенну. В этой междоусобной войне Бран потерпел поражение в сражении при Карраге (около Килдэра). Среди погибших сторонников Брана упоминается и Дуб да Крих, брат короля Уи Хеннселайг.
Кайрпре мак Лайдкнен скончался в 793 году. Новым правителем Уи Хеннселайг стал его племянник Келлах Тосах.